# Wesełe (hromada Hrodiwka)
Wesełe (ukr. Веселе) – wieś na Ukrainie, w obwodzie donieckim, w rejonie pokrowskim, w hromadzie Hrodiwka. W 2001 liczyła 133 mieszkańców.